# Delia ventralis
Delia ventralis este o specie de muște din genul Delia, familia Anthomyiidae. A fost descrisă pentru prima dată de Stein în anul 1914.
Este endemică în Kenya. Conform Catalogue of Life specia Delia ventralis nu are subspecii cunoscute.